# Heinz Werner Schneider
Heinz Werner Schneider (* 26. August 1947 in Steinheim, Kreis Höxter; † 26. August 2006 in Berlin) war ein deutscher Szene-Gastronom und Filmschaffender; unter dem Künstlernamen Schackow wurde er als Maler bekannt.

## Leben
Heinz Werner Schneider wuchs in Duisburg auf und absolvierte nach der Schule eine Lehre zum Feinmechaniker. Ende 1966 wurde er zum Wehrdienst verpflichtet, nach deren vorzeitiger Beendigung zog er nach Berlin-Charlottenburg.
Mitte der 1970er Jahre eröffnete Heinz Schneider die linksalternative, zugleich gutbürgerliche Szene-Kneipe Hundekehle in der gleichnamigen Straße in Berlin-Grunewald. Heinz die Hundekehle nannten ihn respektvoll Insider und Stammgäste wie Ulrich Schamoni, Ingo Insterburg, Manfred Krug, Armin Mueller-Stahl, und unter diesem Titel sang Schneider dann auch provokante Lieder auf Schallplatte. Er, sein späterer Geschäftspartner Jochen Bott und ihr Lokal verkörperten die unverwechselbare Unterhaltungsmarke im West-Berliner Prominenten-Spektrum zwischen Paris Bar, Exil und Schlosshotel Gehrhus; für Dissidenten aus dem Ostteil der Stadt war die Hundekehle erster Anlaufpunkt.
Parallel, vor allem jedoch nach der von Anwohnern Anfang der 1980er Jahre erzwungenen Schließung der Hundekehle arbeitete Schneider (der dicke Heinz) als Aufnahme- und Produktionsleiter, mitunter auch als Regieassistent für Fernseh- und Kinoproduktionen. Darunter waren TV-Serien wie Diese Drombuschs, Eurocops, Praxis Bülowbogen, Drei Damen vom Grill sowie Spielfilme wie Dr. M, 1990 unter der Regie von Claude Chabrol, 1992 Mutter mit 16, Regie: Horst Kummeth, oder A.D.A.M., 2001 von Christoph Stark. Für US-amerikanische Großprojekte in Berlin wie Wild Geese II, 1985, Regie: Peter Hunt, Shining Through, 1992, Regie: David Seltzer und Duell – Enemy at the Gates, 2001, Regie: Jean-Jacques Annaud, verantwortete er die Motiv-Aufnahmeleitung und umfangreiche Logistik für Ausstattung und Besetzung.
Seine Freundschaft mit Schauspielern und Regisseuren, allen voran Wolfgang Staudte, führte Schneider gelegentlich auch vor die Kamera. So hatte er im Tatort in der Folge Schönes Wochenende einen Kurzauftritt als Gelke, schlüpfte für die Berliner Heimwerker-Kette Wand & Boden in einen Kilt und warb darin für schottisches Kostenbewusstsein, oder er gab in Otto – Der Liebesfilm den lärmenden Klempner. Nach der Musikclip Produktion: Achtung Baby, für U2 Anfang der 90er Jahre, betitelte Sänger Bono Heinz Schneider als: “You’re a man, man!” (deutsch: „Du bist ein ganzer Kerl!“).
In den Phasen zwischen seinen Gastronomie-Unternehmen wie Beiz in der Schlüterstrasse, Schneiders an der Oper, Flugangst am Halensee und den Filmprojekten, zeichnete und malte der Autodidakt. Unter dem Pseudonym Schackow schuf Heinz Werner Schneider an die 250 Ölbilder, Aquarelle, Zeichnungen und Kollagen sowie 32 großformatige Gemälde und Triptychen. Wegen ihrer Größe wurden sie für Verkäufe und Ausstellungen über den Balkon des Ateliers in Schneiders Charlottenburger Altbauwohnung abgeseilt.
Schneiders Herztod an seinem 59. Geburtstag hinterließ Ehefrau Esther mit dem gemeinsamen 13-jährigen Sohn Maximilian und einen ratlosen Freundeskreis. Im Nachruf des Tagesspiegels beschreibt Thomas Loy Heinz Werner Schneider als Menschen mit der mitreißenden Überzeugung, niemals daran zu zweifeln, alles schaffen zu können. Poetisch thematisiert Uli M Schueppel in seinem in zwölf Strophen erzählten Film Der Tag (2008) auch das plötzliche und unerwartete Scheiden Heinz Schneiders aus einem bis dahin übererfüllten Leben.
Heinz Werner Schneiders Grab befindet sich auf dem Luisenfriedhof II im Berliner Westend.

## Tonträger
- Heinz die Hundekehle: „Zieht den Bayern die Lederhose aus“, „Blonde Haare, blaue Augen und blöd“, Hansa Stereo 102 391-100